# Dennis Oh
Dennis Joseph O'neil (sinh ngày 29 tháng 8 năm 1981), thường được biết đến với nghệ danh Dennis Oh, là một nam diễn viên và người mẫu người Hàn Quốc.

## Tiểu sử
Dennis Joseph O'neil sinh ra trong một gia đình có mẹ là người Hàn Quốc, cha là người Mỹ, và có một anh trai.

## Sự nghiệp
Dennis bắt đầu sự nghiệp người mẫu từ năm 16 tuổi sau khi đăng ký tham gia một cuộc thi thời trang tại Mỹ. Đồng thời Dennis còn theo học chuyên ngành Nhiếp ảnh tại trường Đại học Nghệ thuật và Thiết kế Savannah (SCAD) bởi anh cho rằng nó sẽ giúp ích rất nhiều trong sự nghiệp người mẫu của anh.
Dennis Oh bắt đầu bước chân vào làng giải trí Hàn Quốc bằng việc làm người mẫu trong một số quảng cáo. Đến năm 2005, anh gây được sự chú ý của nhà sản xuất Ko Dong-sun và Dennis được mời tham gia bộ phim truyền hình Sweet Spy của hãng MBC. Trong phim "Sweet Spy", Dennis đóng vai Han Yu-il, là một gián điệp bí ẩn và đã yêu một nữ nhân viên cảnh sát.

## Danh sách phim

### Phim truyền hình
- 2008: East of Eden MBC [1]
- 2007: Witch Yoo He SBS [2]
- 2005–2006: Sweet Spy MBC [3]
- 2011: Fall in Love

### Phim điện ảnh
- 2012: Someone to Love

## Giải thưởng
- 22nd Korean Model "Best Dress", 2005
- 1st Drama Awards "Best Leading Actor", 2006
- 5th Esquire of the Year "Best Fashioon Star", 2008
- Cosmopolitan Beauty Awards "The Gentleman", 2011